# Nilaparvata camilla
Nilaparvata camilla är en insektsart som beskrevs av Ronald Gordon Fennah 1969. Nilaparvata camilla ingår i släktet Nilaparvata och familjen sporrstritar. Inga underarter finns listade i Catalogue of Life.